# لیلین مولر گیلبرث
لیلین مولر گیلبرث (به انگلیسی: Lillian Moller Gilbreth) (زاده ۲۴ مه ۱۸۷۸ -درگذشته ۲ ژانویه ۱۹۷۲) روانشناس و مهندس صنایع اهل آمریکا بود. وی از اولین زنان مهندسی بود که مدرک پی‌اچ‌دی دریافت نمود، او همچنین از اولین روان‌شناسان صنعتی بشمار می‌آمد. لیلین و شوهرش فرانک بونکر گیلبرث متخصصان بهره‌وری بودند، که در مطالعه روان‌شناسی صنعتی در رشته‌هایی همچون مطالعه زمان و حرکت و ارگونومی مشارکت داشتند.